# چیسون
چیسون (به ایتالیایی: Cissone) یک کومونه در ایتالیا است که در استان کونیو واقع شده‌است.

## خصوصیات
چیسون ۵٫۸ کیلومترمربع مساحت و ۸۲ نفر جمعیت دارد.